# Meia-rima
Meia-rima, ou rima imperfeita, é um tipo de rima em que duas palavras quase que rimam mas não rimam totalmente.

## Exemplos de meias-rimas
Manteiga quase rima com: primeira, teima, beija, deixa, treina. 
Mas apesar dos sons serem tão parecidos e as palavras parecerem que rimam, nenhuma destas palavras rimam realmente.

## Exemplos de rimas perfeitas
Teima e guloseima

## Como saber se a rima é perfeita
Imaginemos os sons das sílabas de duas palavras a partir das suas sílabas tónicas:
- Se o som das vogais e consoantes das duas é exatamente igual, a rima é perfeita.
- Se apenas o som das vogais é exatamente igual é meia-rima.